# Erhard Janotta
Erhard Janotta (* 16. März 1887 in Protschkenhain, Landkreis Schweidnitz; † 5. März 1949 in Hof) war ein deutscher Politiker (SPD).

## Leben
Nach dem Besuch der Volksschule war Erhard Janotta als Arbeiter tätig. Er trat in die SPD ein und fungierte von Mai 1919 bis 1933 als Parteisekretär für den Bezirk Mittel- und Oberschlesien in Breslau und Trebnitz, dem er in den 1920er Jahren als Vorstandsmitglied angehörte. Von 1922 bis 1933 war er Mitglied des zentralen Parteiausschusses. Darüber hinaus verfügte er über ein Aufsichtsratsmandat in der Schlesischen Baugesellschaft.
Janotta war von 1926 bis 1933 Stadtverordneter in Trebnitz. Er gehörte dem Kreistag des Landkreises Trebnitz an und war Mitglied des Provinziallandtages sowie des Provinzialausschusses von Niederschlesien. Im Mai 1928 wurde er als Abgeordneter in den Preußischen Landtag gewählt, dem er bis März 1933 angehörte. Im Parlament vertrat er den Wahlkreis 7 (Breslau). Bei den Provinziallandtagswahlen am 12. März 1933 wurde er als einer von drei SPD-Abgeordneten in den Provinziallandtag Oberschlesiens gewählt.
Nach der Machtübernahme der Nationalsozialisten wurde Janotta überwacht. Ab 1933 übte er eine Tätigkeit als Versicherungsvertreter aus. 1944 wurde er zur Wehrmacht eingezogen, nahm als Soldat am Zweiten Weltkrieg teil und geriet zuletzt in US-amerikanische Gefangenschaft.
Nach seiner Rückkehr aus der Kriegsgefangenschaft ging er als Heimatvertriebener zunächst in die Sowjetische Besatzungszone. Kurz danach ließ sich in Hof nieder, wo er ab 1945 als Grenzkommissar für das Flüchtlingswesen fungierte.